# Ceratina chrysocephala
Ceratina chrysocephala är en biart som beskrevs av Cockerell 1912. Ceratina chrysocephala ingår i släktet märgbin, och familjen långtungebin. Inga underarter finns listade i Catalogue of Life.